# Ágios Konstantínos (ort i Cypern, Eparchía Lemesoú, lat 34,87, long 33,07)
Ágios Konstantínos är en ort i Cypern.   Den ligger i distriktet Eparchía Lemesoú, i den centrala delen av landet, 40 km sydväst om huvudstaden Nicosia. Ágios Konstantínos ligger 749 meter över havet och antalet invånare är 169. Den ligger på ön Cypern.
Terrängen runt Ágios Konstantínos är lite bergig, och sluttar söderut.Trakten runt Ágios Konstantínos är glesbefolkad, med 20 invånare per kvadratkilometer. Närmaste större samhälle är Germasógeia, 16,3 km söder om Ágios Konstantínos. Trakten runt Ágios Konstantínos är i huvudsak ett öppet busklandskap.
Medelhavsklimat råder i trakten. Årsmedeltemperaturen i trakten är 20 °C. Den varmaste månaden är juli, då medeltemperaturen är 32 °C, och den kallaste är januari, med 9 °C. Genomsnittlig årsnederbörd är 510 millimeter. Den regnigaste månaden är december, med i genomsnitt 112 mm nederbörd, och den torraste är augusti, med 1 mm nederbörd.